# Gare de La Bonneville-sur-Iton
Gare de La Bonneville-sur-Iton vasútállomás Franciaországban, La Bonneville-sur-Iton településen.

## Vasútvonalak
Az állomást az alábbi vasútvonalak érintik:
- Mantes-la-Jolie–Cherbourg-vasútvonal

## Kapcsolódó állomások
A vasútállomáshoz az alábbi állomások vannak a legközelebb:
- Gare d’Évreux-Normandie
- Gare de Conches